# Fabrizio Donato
Fabrizio Donato (* 14. srpna 1976, Latina) je italský sportovec, atlet, který se věnuje trojskoku. Je mistrem Evropy (2010) a halovým mistrem Evropy z roku 2009.
Čtyřikrát reprezentoval na letních olympijských hrách. V Sydney 2000, Athénách 2004 i v Pekingu 2008 však neprošel sítem kvalifikace. Na Letních olympijských hrách 2012 v Londýně vybojoval výkonem 17,48 m bronzovou medaili. Na halovém ME 2002 ve Vídni, na mistrovství Evropy v Mnichově 2002 a na halovém MS 2008 ve Valencii skončil těsně pod stupni vítězů, čtvrtý. V roce 2001 získal v Tunisu na Středomořských hrách zlatou medaili.

## Osobní rekordy
- hala – 17,73 m – 6. březen 2011, Paříž - NR
- venku – 17,60 m – 7. červen 2000, Milán - NR